# Лий Едингс
Лий Едингс е американска писателка, съпруга на автора на фентъзи и научна фантастика Дейвид Едингс.
Съавтор с Дейвид Едингс в книгите:
- Belgarath the Sorcerer (Белгариад-магьосникът)
- The Rivan Codex (Ривански сборник)
- The Redemption of Althalus (Изкуплението на Алтал)
- Polgara (Поулгара-магьосницата)